# Ватабе Йосіто
Йосіто Ватабе (4 жовтня 1991 , Хакуба, Префектура Наґано ) — японський лижний двоборець, олімпійський медаліст.  

## Виступи на Олімпійських іграх
| Рік  | Місце проведення          | НТ | ВТ | КВТ |
| ---- | ------------------------- | -- | -- | --- |
| 2014 | Сочі, Росія               | 15 | 35 | 5   |
| 2018 | Пхьончхан, Південна Корея | 12 | 20 | 4   |
| 2022 | Пекін, Росія              | 13 | 25 | 3   |

## Зовнішні посилання
- Досьє на сайті FIS [Архівовано 19 лютого 2022 у Wayback Machine.]

## Виноски
1. 1 2 3  International Ski and Snowboard Federation database
2. 1 2 3  Olympedia — 2006.